# 富山県道349号白石西高木戸破線
富山県道349号白石西高木戸破線（とやまけんどう349ごう しらいしにしたかぎひばりせん）は、富山県射水市を通る一般県道である。

## 概要

### 路線データ
- 起点：富山県射水市小杉白石（富山県道204号小杉本江線交点）
- 終点：富山県射水市戸破（富山県道44号富山高岡線交点）
- 路線延長：3,184m

### 歴史
- 1973年（昭和48年）3月31日 - 認定[1]
  - 起点：射水郡小杉町白石
  - 終点：射水郡小杉町戸破

### 通過する自治体
- 富山県
射水市

### 交差する道路
- 富山県道204号小杉本江線（起点：射水市小杉白石）
- 国道8号（富山高岡バイパス）（大江交差点）
- 富山県道231号松木鷲塚線（射水市大江地内で重複）
- 富山県道204号小杉本江線（射水市戸破）
- 富山県道44号富山高岡線（終点：射水市戸破）

### 沿線
- あいの風とやま鉄道線 小杉駅
- 富山県高岡厚生センター 射水支所
- 富山県警察 射水警察署
- 射水市立小杉中学校
- 射水市立小杉小学校
- 小杉郵便局
- 大江簡易郵便局
- アルビス 歌の森店